# Оркестър за народна музика на БНР
Оркестърът за народна музика на Българското национално радио в София изпълнява както автентична, така и обработена вокална и инструментална народна музика от всички етнографски региони на България.
Неговата цел е да записва продукция за музикалния фонд на радиото, да открива нови фолклорни таланти и да ги подкрепя в творческия им път, да създава красива музикална среда за своята милионна аудитория.

## История
Оркестърът за народна музика на БНР е създаден през 1952 г. като част от тогавашния Ансамбъл за народни песни на Българското радио. Идеята е на Георги Бояджиев – главен редактор на отдел „Народна музика“.
През годините Ансамбълът се утвърждава сред водещите в страната с някои от най-ярките певици и инструменталисти на България. Сред солистките на хора са Янка Рупкина, Калинка Вълчева, Ева Георгиева, Надежда Хвойнева, Павлина Горчева, Олга Борисова, Кремена Станчева, Василка Андонова. През 1990 година хорът на ансамбъла под диригентството на Дора Христова приема името „Мистерията на българските гласове“ и преминава на щат към Българската национална телевизия. С тях радиооркестъра напуска и Атанас Вълчев.
Оттогава АНП на БР не съществува, а към радиото остава само оркестърът за народна музика. Първият състав на оркестъра е сформиран около Угърчинската група с ръководител Цвятко Благоев – изпълнител на кавал, свирка и гайда. Постепенно към групата се присъединяват Атанас Вълчев, Костадин Варимезов, Стоян Величков, Румен Сираков, Михаил Маринов и други легендарни инструменталисти.
Съставът е отворен за гост-изпълнители, диригенти и композитори. Всички популярни български фолклорни певци и инструменталисти са записвали или концертирали с него.

## Диригенти
Оркестърът за народна музика на БНР е бил ръководен от Борис Петров, Коста Колев, Димитър Трифонов, Боян Нанков, Добрин Панайотов, Димитър Лавчев, Христофор Раданов и др. От 2011 г. негов диригент е Димитър Христов.

## Състав
В Оркестъра за народна музика на БНР понастоящем свирят общо 18 инструменталисти:
- Ангел Димитров – тамбура, китара
- Ангел Добрев – гъдулка
- Бисер Соколов – гъдулка
- Димитър Лавчев – гъдулка
- Димитър Станков – виола
- Емил Йорданов – виолончело
- Ива Йотова – виола
- Иван Цонков – ударни инструменти
- Костадин Генчев – кавал
- Кръстьо Димов – кавал
- Любомир Владимиров – тамбура
- Недялко Недялков – кавал
- Николай Антов – тамбура, китара
- Николай Петров – гъдулка
- Пейо Пеев – гъдулка
- Петьо Костадинов – гайда
- Роберт Кумбилиев – контрабас
- Росен Генков – гъдулка, концертмайстор
- Христина Белева – гъдулка

## Награди
През 2012 г. Оркестърът за народна музика на БНР е отличен с наградата „Кристална лира“ в категория „Музикален фолклор“ за цикъла концерти, посветени на 60-годишнината на състава.
През 2012 г. Министерството на културата присъжда на Оркестъра почетния знак „Златен век“ за специален принос в областта на българската култура.
През 2016 г. Оркестърът за народна музика на Българското национално радио става носител на Голямата награда „Сирак Скитник“ за 2015 година – за значим принос в развитието на БНР.